# Altavilla (Lappano)
Altavilla è una frazione del comune di Lappano, nella provincia di Cosenza, Calabria, Italia. Il centro abitato è arroccato su un colle della Presila cosentina. Il paese, di 171 abitanti, si trova ad un'altitudine di 668 m s.l.m.

## Storia

### Origini
Secondo la diffusa tradizione erudita calabrese del XVI e del XVII secolo, l’origine dei casali cosentini risalirebbe ai decenni intorno al Mille, quando i cosentini si riversarono sulle alture limitrofe al capoluogo bruzio, verso il 975 d.c. per sottrarsi alle incursioni saracene. Giovanni Fiore da Cropani, massimo storico della Calabria seicentesca, nell’opera Della Calabria Illustrata riferisce dettagliatamente un elenco dei nomi dei casali cosentini formatisi in seguito all’invasione di Albucasimo del 975: “Castiglione, San Pietro, Altavilla, Motta, Rovito, Lappano, […] ”.
Non è possibile altresì affermare con certezza che tutti i casali si siano formati in occasione del flagello saraceno, infatti è assai probabile che alcuni nuclei abitativi esistessero da molto più tempo.
La critica storiografica più recente supporta le tesi secondo cui i casali cosentini vantino radici di epoche assai precedenti al 975. Tra i tanti motivi, l’esistenza di numerosi toponimi di chiara origine latina (fra i quali tutti quelli che terminano in -ano: Guarano, Lappano, ecc.) e vari ritrovamenti archeologici che in molti casi attestano un insediamento molto più antico. Dunque probabilmente il loro nucleo si va costituendo gradualmente già molto prima, intorno a degli insediamenti romani.
Nel caso particolare di Altavilla, la scoperta di alcuni frammenti epigrafici, rinvenuti sul posto (nei pressi della chiesa risalente al 1300), hanno confermato, in perfetta armonia con la critica contemporanea, l’ipotesi che colloca in epoca romana il primitivo insediamento di questo paese presilano.
La tesi è stata avvalorata dal ritrovamento, nei pressi della chiesa della madonna dell’Assunta, di un’epigrafe incisa su una lastra di tufo che recita: “hoc conditum est”, risalente all’età imperiale (II secolo d.c.).

### Alto Medioevo
Nell’alto medioevo la documentazione scritta e le altre fonti storiche, già esigue nei confronti dei principali centri calabresi, per l’insediamento lappanese sono addirittura inesistenti.
Grazie ai documenti relativi alla tassazione angioina del 1275, le prime cedole tributarie, finalmente, ci restituiscono il primitivo insediamento inserito giuridicamente nel Giustizierato di Val di Crati, che aveva capoluogo a Cosenza. Sulla base della tassa pagata dalla nostra comunità e di quella imposta a ciascun abitante del regno, pare si contasse per Lappano una popolazione composta da 265 fuochi (circa 1326 unità). Un paese di media consistenza, non un villaggio dunque, considerando la densità abitativa molto bassa del periodo.
Altavilla, menzionata per la prima volta in alcuni documenti risalenti al primo 300 con l’antico nome Corno, era annoverata tra le Baglive dipendenti da Cosenza, istiuite nel 1140 sotto il regno del normanno Ruggiero II. Corno era una motta, termine francese indicante una roccaforte costruita su un sito impervio ed elevato naturalmente, contenente una guarnigione militare, riferimento di difesa per i casali aperti delle vicinanze. La motta di Corno fu naturalmente dotata di un castello, di cui attualmente si possono osservare i ruderi nei pressi del centro storico di Altavilla.

## Geografia

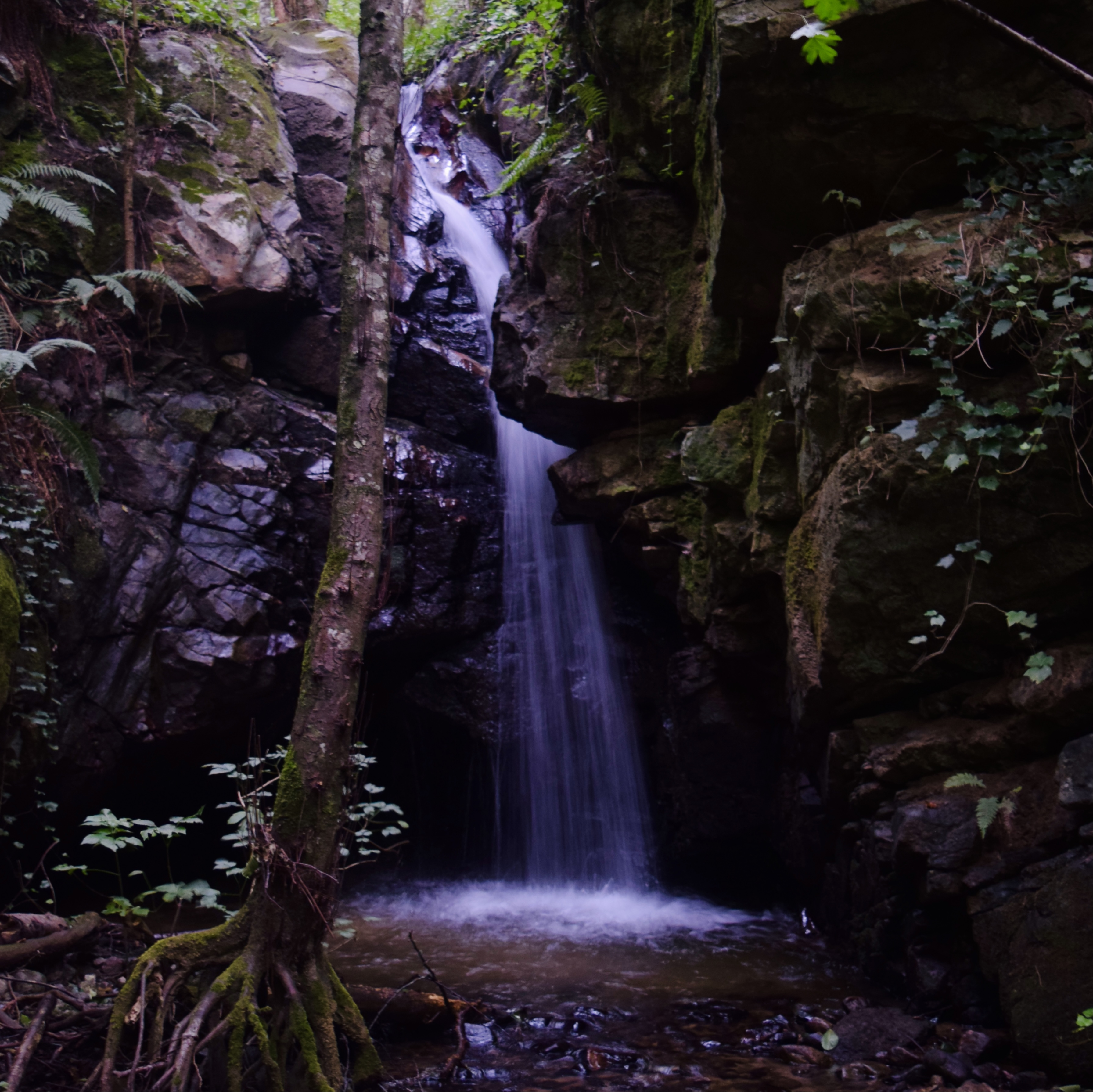
Torrente Corno

Centro montano della bassa valle del Crati in provincia di Cosenza, il borgo sorge ad un'altitudine di 668 m s.l.m. nella presila cosentina, arroccato su un piccolo colle. 
Circondato da valloni attraversati da ruscelli torrenziali,  immerso tra boschi di castagni, pini e querce, Altavilla fa parte dei centri collinari limitrofi alla città di Cosenza, meglio noti con il nome di casali, detti del Manco e del Destro (Venivano detti casali del manco quelli attorno a Cosenza sulla destra del Crati,  quindi sulle pendici presilane comprese tra Castiglione e Scigliano, derivanti dal termine dialettale ” manchja” con cui si indica il luogo dove il sole manca al mattino, venendo a riscaldare nelle ore avanzate; i casali del destro erano, conseguentemente, quelli che venivano a meglio godere della posizione del sole, compresi tra i comuni di Paterno e Tessano).  Gli insediamenti indicati con questo nome si collocano in un’area collinare compresa tra i 300 e i 900 metri sul livello del mare ideale per l’agricoltura e la pastorizia. Ai Casali del Manco apparteneva anche Lappano con l’attuale frazione Altavilla.
L’insediamento sorge su un colle solitario, circondato da boschi di castagno, tra le pendici di una gola stretta e scoscesa attraversata dal torrente Corno. Dalla cima, Altavilla, sovrasta un’area collinare più dolce e rigogliosa punteggiata da piante d’ulivo, vigneti, appezzamenti di terreno arato e zone di allevamento di ovini e caprini. 
Il centro abitato, che è frazione di Lappano, confina con i paesi San Pietro in Guarano, San Benedetto in Guarano, Santo Stefano di Lappano e Lappano.

## Monumenti e luoghi d'interesse

### Chiesa di Santa Maria Assunta

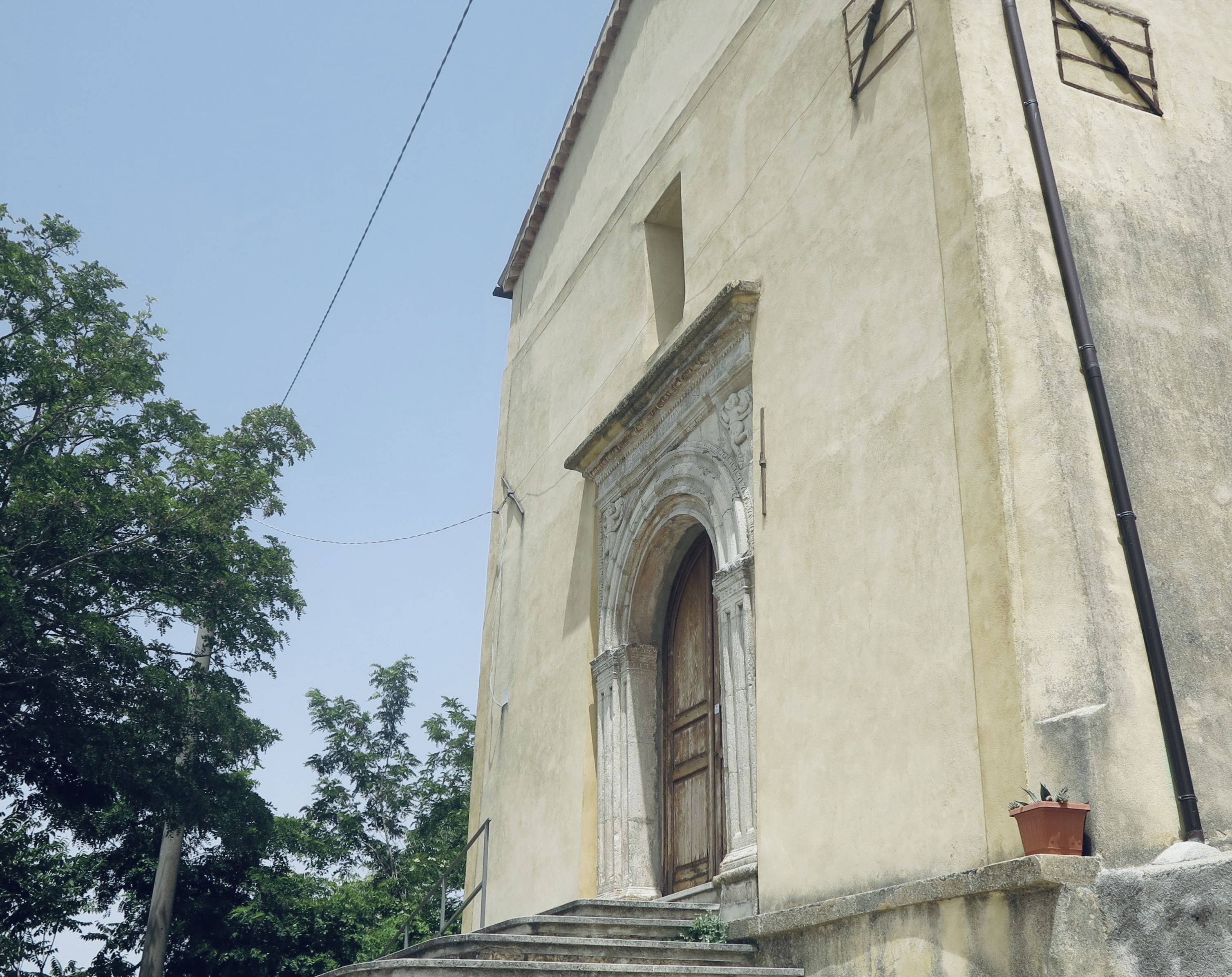
Chiesa di Santa Maria Assunta

È incerta la data della sua fondazione che risale comunque al Medioevo. 
Nel 1596 conobbe un importante restauro, grazie al quale fu arricchita di cappelle e di altari laterali. Danneggiamenti a ripetizione dovuti ai terremoti e a restauri alquanto grossolani l'hanno via via privata delle sue più preziose caratteristiche e oggi si presenta quasi spoglia. Fino a qualche tempo fa vi si potevano ammirare un Crocifisso ligneo del XVI secolo, un magnifico altare pure in legno, un ricco candelabro pendente dal soffitto in mezzo alla navata unica e un preziosissimo organo di datazione imprecisata, posto su un soppalco – ora distrutto – sormontante l'ingresso. 
Riguardo alle strutture, all'interno, la sola cosa che si conserva del suo antico splendore è un arco tortile in tufo, inglobato nella parete di fondo, dietro il moderno altare. All'esterno è ancora apprezzabile un portale in tufo, modulato ad arco di trionfo dalle classiche proporzioni. I piedritti sono delimitati in basso dai plinti e in alto dai capitelli. Tre ghiere compongono l'arco a pieno centro, inscritto in una cornice contenente, simmetricamente rispetto al centro, due putti alati messi a ridosso della ghiera esterna. Tra la cornice e la cimasa è incisa un'epigrafe in lingua latina, che fissa al 1596 la data di costruzione del portale. Il sagrato della chiesa è situato su un terrazzo panoramico che affaccia sulla valle del Crati, sorretto da tre archi medievali in pietra a sesto acuto, databili alla fine del XIII secolo in concordanza con l'epoca di costruzione della motta di Corno.

### Chiesa di Santa Maria della Neve
Chiesa a navata unica, di piccole dimensioni. La prima attestazione risale al XVII secolo. Non vi si osservano opere di rilievo, se non un altare di metà ottocento.

### Ferrovia Silana - Tratta Sospesa
Oltre ai paesaggi naturali offerti grazie alla collocazione del paese alle pendici della sila e i folti boschi di castagni, pini e querce, si può ammirare anche la vecchia tratta ferrioviaria Cosenza-Camigliatello-San Giovanni in Fiore, costruita agli inizi del '900 e sospesa nel 2008.
La ferrovia si snoda tra storici ponti e gallerie in pietra attraverso i paesaggi montuosi/collinari della zona.

### Torrente Corno
Al confine con il limitrofo comune di San Pietro in Guarano scorre il torrente Corno. Il fiume scendendo dall’altopiano Silano crea valli, cascate e percorsi attraverso il paesaggio boscoso.
Per gli appassionati di trekking e canyoning lungo il torrente vi è un tortuoso percorso lungo 4 km che termina con una cascata di 16m. Ripreso in passato da alcune associazioni locali con ponti e corde d'arrampicata, oggi la natura si è ripresa prepotentemente i suoi spazi.

## Leggende

### Il tesoro del castello
Vincenzo Padula riportava la seguente leggenda: «Ogni paese ha i ruderi di qualche castello. In Altavilla ve n'è uno dirupato e interrito. Vi è un tesoro legato. Per scioglierlo, bisogna un venerdì di marzo scannare un bimbo, un agnello e un gatto nero. Si conta che un sampetrese, che abitava nella casa di mastro Carmine Caruso nel quartiere Largo, invocò il diavolo e n'ebbe 3 monete quadre. Mancò alla parola, e il diavolo si presentò all'uscio.»

### A funtana 'e malunume
Nella parte più alta del territorio del comune di Lappano nasce la fiumara denominata Corno. Proprio in quel punto un piccolo canale appositamente costruito dissetava, nei tempi antichi, chi andava e veniva dalla Sila per lavoro. 
In omaggio agli incontri erotici che si svolgevano in quel luogo di ristoro ad opera di segreti e, qualche volta, occasionali amanti, il nome della fontanella subiva una corruzione dialettale trasformandosi in "a funtana du cunnu". In seguito, per evitare l'imbarazzo derivante da quel nome, in quei tempi non adatto a tutte le situazioni, fu dai più pudici ribattezzata "a funtana 'e malunume".

## Infrastrutture e Trasporti
Da Altavilla passa una tratta autobus di Ferrovie della Calabria che effettua corse da Redipiano a Cosenza
Come citato nei paragrafi precedenti, nel paese vi è una fermata dalla Ferrovia Silana (tratta sospesa dal 2008)
 - Nel paese termina la Strada Provinciale 230 (Lappano)
 - Dal paese inizia la Strada Provinciale 231 (Altavilla-Ponte Mulino)
   -  Il paese è costeggiato dalla strada provinciale 229 (Castiglione Cosentino - Pianette di Rovito)